# فيكتور فيرنانديز
فيكتور فيرنانديز (بالإسبانية: Víctor Fernández)‏ (من مواليد 28 نوفمبر 1960) هو لاعب كرة قدم إسباني وكذلك مدرب كرة قدم حالي.
فاز مع أستون فيلا بلقب كأس إنترتوتو في عام 2001.

## روابط خارجية
- فيكتور فيرنانديز على موقع قاعدة بيانات كرة القدم.إي يو (الإنجليزية)
- فيكتور فيرنانديز على موقع بيانات كرة القدم. دي إي (الألمانية)
- فيكتور فيرنانديز على موقع عالم كرة القدم.نت (الإنجليزية)